# التجمع العالمي لليهود المغاربة
التجمع العالمي لليهود المغاربة أو  الاتحاد العالمي لليهود المغاربة (بالعبرية: הפדרציה העולמית של יהדות מרוקו) هي منظمة غير حكومية تطوعية تمثل اليهود المغاربة في إسرائيل وفي جميع أنحاء العالم.
أنشئت هذه الحركة في 1 يناير / كانون الثاني سنة 2001 ولديها 70 فرعا في إسرائيل و31 فرعا في جميع أنحاء العالم. الرئيس الحالي للإتحاد هو سام بن شيتريت (بالعبرية: סם בן שטרית) وهو كذلك من الأعضاء المؤسسين. من مؤسسيها نجد أيضا آستر أبوطبول (بالعبرية: אסתר אבוטבול) وهي تشغل حاليا منصب إدارة الأعضاء.

## بعض نشاطات وإنجازات الاتحاد
- تخليد ذكرى المغاربة اليهود ال44 الذين غرقوا في سفينة إيجوز، التي دفن بقاياها في جبل هرتزل، وتنظيم تأبينات محلية في جميع أنحاء إسرائيل بما في ذلك في المدارس.
- تنظيم احتفال ميمونة السنوي في جميع أنحاء إسرائيل في قاعات مغلقة بعد عيد الفصح اليهودي، وكل عام ينظمه الاتحاد في مدينة مختلفة.
- صندوق المنح الدراسية المخصص للطلبة ذوي الدخل المنخفض، ويتم منح المنح الدراسية للطلاب بغض النظر عن العرق والدين والجنس.
- الإنتاج السينمائي: ينتج الاتحاد العديد من الأفلام التي تناقش قيم وثقافة اليهود المغاربة وبعضها معروض على اليوتيوب.
- مهرجان تراث اليهود المغاربة: لإبراز ثقافة المغاربة اليهود من شعر وموسيقى وفن وأدب وكذلك لتعزيز الجانب الروحي. يقام كل عام في جميع أنحاء إسرائيل.
- الحفاظ على تراث يهود المغرب في إسرائيل وفي جميع أنحاء العالم باعتباره جزءا من تراث الشعب اليهودي.
- تسليط الضوء على مساهمات اليهود المغاربة والاتحاد لصالح اليهودية، وبلد إسرائيل ومواطنيه.
- تنمية العلاقات مع المغرب: تشجيع الزيارات المتبادلة وتنظيم المؤتمرات لمناقشة القضايا المشتركة كما تعمل المنظمة على تطوير السياحة الإسرائيلية إلى المغرب.[1]
- جائزة قدوة السنوية: جائزة يسلمها الاتحاد العالمي لشخصية تعمل في الجانب الإنساني من أجل الآخرين، وهي تتوزع على فئتين: «قدوة من الشعب اليهودي» و«الحاخام القدوة».